# 日東航空
日東航空（にっとうこうくう、英語表記：Nitto Aviation、略称NAL）とは、かつて日本国内を小型の飛行艇（水陸両用機）を使用した定期旅客便を運航していた航空会社。1952年7月4日設立。後に富士航空・北日本航空と合併し日本国内航空（1964年4月15日設立、後の日本エアシステム）となる。

## 概要
1952年4月2日、日本観光飛行協会（当時は航空団体法人、のちに株式会社化）として設立、1958年3月1日、日東航空株式会社に社名変更した。本社は大阪市北区に置き、1955年1月1日に大阪 (八尾空港)- 白浜線にて路線事業を開始した。
産経新聞社の藤本直（後の日東航空専務）が東京で産経新聞航空部として設立を計画し、更に阪急電鉄社長の小林一三から経営参画を仰ぐ予定だったが、結局産経単独での出資・経営となり、産経新聞社長の前田久吉が代表取締役となった。
当初資本金5,000万円で発足したが、1959年4月に近畿日本鉄道（近鉄）が資本参加、1964年に資本金を12億円に増資した。また、関西唯一の航空会社であった。1966年に近鉄グループを離脱している。
1964年4月15日に、ほかの弱小航空会社であった富士航空・北日本航空と合併し日本国内航空となり、さらに1971年5月15日に東亜航空と合併して東亜国内航空となった。その後、1988年4月1日に日本エアシステム(JAS)へ社名を変更、 2002年に日本航空の傘下に入ると2004年に社名を日本航空ジャパンに変更、2006年に日本航空インターナショナルに吸収合併され、企業としては消滅した。
大阪国際空港を中心に、遊覧飛行として南紀や瀬戸内方面へ運航。1960年からは大阪 - 徳島 - 高知間に定期便を運航し、南紀白浜や串本、志摩（三重県）、新居浜（愛媛県）、別府などにも不定期便を就航させていた。
第二次世界大戦後は陸上機中心になった航空界の趨勢とは反対に、グラマン マラード（アメリカ製）やオッター（カナダ製）といった小型の水陸両用の飛行艇を運航していた。水陸両用機は、空港のない都市であっても離着陸できる海面さえあれば就航できるメリットがあった。その反面運航経費がかかることや輸送力が少ないため、経営状態は悪かったという。また飛行艇を運用している航空会社が他になかったため、整備に難があり機体トラブルを頻発、2度の人身死亡事故（おやしお号・つばめ号）を起こしている。
なお、旧JASグループから引き継がれた子会社で、日本航空グループに日東航空整備株式会社（日東整）という旅客機機体整備会社があるが、創設は1980年のことであり、直接の繋がりはない（命名における関連性はある）。

## 使用機材
- パイパーPA-18スーパーカブ
- デ・ハビランドDHC-2ビーバー
- デハビランドDHC-3オター
- グラマンG44Aスーパーウィジョン
- グラマンG73マラード
- コンベアCV-240
- デハビランドDH114-1Bヘロン
- デハビランドDH114タウロン
- ビーチクラフトD-50ツインボナンザ
- エアロコマンダー500A
- セスナ170
- セスナ170B
- セスナ172
- セスナ172B
- セスナ172C
- セスナ172D
- セスナ175B

## 関連事項
- 日本エアシステム
- 日東航空つばめ号墜落事故 - 1963年5月1日発生
- 日東航空おやしお号墜落事故 - 1964年2月18日発生
- JMB KIPSカード